# Protivládní protesty v Togu 1990–1991
Protivládní protesty v Togu v letech 1990–1991 byly demonstrace vedené proti úřadujícímu prezidentu Gnassingbé Eyadémovi a jeho reformám. Stávky a demonstrace začali studenti 5. října 1990 a brzy se staly každodenní záležitostí. Během protestů došlo k bití demonstrantů, ke střelbě a střetům provládních a protivládních stran. Během protestů došlo i k úmrtím. Masové protesty skončily násilnými střety v listopadu 1991.

## Pozadí událostí
V 60. letech 20. století Gnassingbé Eyadéma pomohl s vedením dvou vojenských převratů. K prvnímu došlo v roce 1963 a k druhému v roce 1967, po němž se Eyadéma stal prezidentem. Opozice vůči režimu Eyadémy vzrůstala na konci 80. let 20. století, protože mnoho lidí se domnívalo, že režim přináší zisk pouze jeho přátelům z armády, příslušníkům jeho kmene a jeho politickým spojencům. Togští studenti se inspirovali protikomunistickými revolucemi probíhajícími od roku 1989 po celé Evropě. Tyto evropské protesty byly vyvolávány studenty a byly při nich distribuovány protivládní materiály. Togští studenti svolali demonstrace a stávky na 5. října 1990. Tento protest byl začátkem série demonstrací proti prezidentovi a jeho vojenskému režimu.

## Protesty
Během vlny protestů proti prezidentovi vláda zavedla zákaz vycházení. Tento zákaz byl vyhlášen 10. dubna 1991. Další den nalezli obyvatelé Lomé v laguně Bé 28 mrtvých těl. Podle Národního výboru pro lidská práva byly za pachatele označeni Tožské ozbrojené síly.
Tožská vláda uspořádala v roce 1992 ústavní referendum, které obsahovalo i limit na maximálně dvě funkční období v úřadu prezidenta. V roce 1993 byly uspořádány volby, ve kterých mohlo kandidovat více stran. V roce 2002 prezident Gnassingbé Eyadéma odstranil limity na počet funkčních období, což mu umožnilo kandidovat i v dalších volbách.

## Následky
V roce 1992 opětovně vypukly protesty požadující novou ústavu, které vyústily v ústavní referendum konané ve stejné roce. Krize v roce 1990 zavřela školy a z měst po celé zemi udělal města duchů. Shromáždění na podporu vlády proběhla v prosinci 1991. Výsledkem bylo, že vláda zakázala demonstrace a zavedla opatření, kterými omezila běžný život. V důsledku protestů v letech 1990 až 1991 se zvýšila síla jakou používaly bezpečnostní složky a armáda proti demonstrantům.